# Noyers-Bocage
Noyers-Bocage – miejscowość i dawna gmina we Francji, w regionie Normandia, w departamencie Calvados. W 2013 roku populacja Noyers-Bocage wynosiła 1143 mieszkańców. Nazwa miejscowości pochodzi od słowa noyer –  „orzech”, natomiast bocage oznacza „zagajnik”.
W dniu 1 stycznia 2016 roku z połączenia dwóch ówczesnych gmin – Missy oraz Noyers-Bocage – powstała nowa gmina Noyers-Missy. Siedzibą gminy została miejscowość Noyers-Bocage. Od 1 stycznia 2017 roku wchodzi w skład gminy Val-d’Arry.